# Cirrhilabrus beauperryi
Cirrhilabrus beauperryi is een  straalvinnige vissensoort uit de familie van lipvissen (Labridae). De wetenschappelijke naam van de soort is voor het eerst geldig gepubliceerd in 2008 door Allen, Drew & Barber.
De soort staat op de Rode Lijst van de IUCN als niet bedreigd, beoordelingsjaar 2009.